# Eric Landon Simonson
Eric Landon Simonson, avstralski častnik, vojaški pilot in letalski as, * 23. januar 1894, Brighton, Melbourne, † 1954, Saint Kilda, Melbourne.
Stotnik Simonson je v svoji vojaški karieri dosegel 5 zračnih zmag.

## Življenjepis
Simonson, ki je bil drugi poročnik v Melbournskih univerzitetnih strelcih (Melbourne University Rifles), je maja 1915 opravil pilotsko izobraževanje in se nato 15. junija 1915 pridružil Avstralski imperialni sili (AIF). Po službi na Bližnjem vzhodu in v Franciji je bil septembra 1917 poslal v Veliko Britanijo na dodatno izobraževanje; pri tem je bil dodeljen Avstralskemu letalskemu korpusu. 15. maja 1918 je bil dodeljen 2. eskadrilji, v sestavi katere je sestrelil enega Pfalz D.XII in štiri Fokker D.VIIs.